# 藤村久和
藤村 久和（ふじむら ひさかず、1940年 - 2025年）は、日本の民俗学者・民族学者。北海学園大学名誉教授。河野広道門下。北海道を代表するアイヌ文化の研究者の一人。

## 来歴
北海道釧路市に生まれる。
北海道学芸大学教育学部を卒業し、1963年に北海道厚田村立聚富小学校の教員となる。以後、石狩町立南線小学校（1969年）を経て、1970年に教員を退職し北海道開拓記念館の研究員に転じた。記念館時代にアイヌ古老からの聞き取りを始める。
1984年に北海学園大学教養部教授に就任し、1998年に同人文学部、1999年に同大学院文学研究科の教授となる。北海学園大学では学芸員課程設置の準備に携わり、1999年に課程設置が実現した。2009年に北海学園大学を定年退職して同名誉教授となる。同年、苫小牧駒澤大学国際文化学部の客員教授に就任した。2013年に苫小牧駒澤大学を退職した。
退職後は北日本文化研究所代表を務める。

## 研究分野
アイヌ民俗学全般を研究領域とし、アイヌに関する精神文化、口承文芸、民族医療、整体儀礼等の文化研究、アイヌの生態・文化保全に関する自然との共存に関する研究の他、アイヌの古老(旧来からの伝統を知る老人)からの聞き取り作業や、近年はアイヌの食事文化やアイヌ文化からみた食育等も研究している。

## 人物
アイヌ文化研究・学術調査・フィールドワークのため、アイヌ文化伝承者とともに生活し、アイヌ語を修得。さらに、文化理解の為にアイヌの世界観・宗教観のほか、ユーカラを語り、カムイノミ（アイヌの神々への祈り）も修得した。
NHKラジオ第2放送で、アイヌ語講座も担当した。

## 受賞歴
日本文化デザイン賞（1981年）

## 主著
- 『漁業発達史(いさばごよみ):江戸期のアツタを中心に』（第一輯・第二輯）厚田村史料室、1967年
- 『アイヌの霊の世界』小学館、1982年
- 『アイヌ、神々と生きる人々』福武書店、1985年
- 『アイヌ学の夜明け』（梅原猛との共編）小学館、1990年
- 『聞き書アイヌの食事』（共著）農山漁村文化協会、1992年
- 『カムイチカプ-神々の物語』（手島圭三郎・絵）絵本塾出版、2010年
- 『ケマコシネカムイ-神々の物語』（手島圭三郎・絵）絵本塾出版、2010年
- 『イソポカムイ-神々の物語』（手島圭三郎・絵）絵本塾出版、2010年
- 『チピヤクカムイ-神々の物語』（手島圭三郎・絵）絵本塾出版、2010年
- 『エタシペカムイ : 神々の物語 カムイユーカラ』（手島圭三郎・絵）絵本塾出版、2010年
- 『アイヌの神々の物語―四宅ヤエ媼伝承』（若月亨ほかと共訳）釧路アイヌ語の会、2015年（第2版は藤田印刷エクセレントブックス、2018年）
- 『アイヌのごはん―自然の恵み』デーリィマン社、2019年